# 6-я танковая дивизия (вермахт)
6-я танковая дивизия (нем. 6. Panzer-Division) — танковая дивизия вермахта во Второй мировой войне.

## История

### Польская кампания
В начале вторжения в Польшу 1-я лёгкая дивизия находилась в резерве 10-й армии Рейхенау на южном фланге группы армий «Юг». Она была введена в бой, когда пехотные части вермахта натолкнулись на упорное сопротивление польских войск. 3 сентября в составе XIV корпуса Виттерсгейма, при поддержке авиации, ей удалось прорвать польскую оборону, форсировать Варту и начать продвижение в направлении на Лодзь. После того как дивизия достигла Видавы, она получила новый приказ: предотвратить продвижение войск противника из районов Радома и Кильце к Варшаве. 9 сентября, покрыв за 50 часов расстояние в 310 км, дивизия вышла к Висле восточнее Козинце, замкнув кольцо окружения. Таким образом, был создан первый во Второй мировой войне «котёл» — захвачено 60 тыс. пленных и 130 орудий.
15 сентября дивизия перешла в подчинение XV корпусу и была направлена на север — на левом фланге 8-й армии возникла критическая ситуация: остатки польских армий «Познань» и «Поможе», продвигаясь к окружённой Варшаве, нанесли удар в долине Бзуры. В районе Кампиносской пущи дивизия приняла участие в тяжёлых боях на два фронта. В итоге около 30 тыс. поляков прорвалось к столице Польши.
21 сентября дивизия была сменена пехотными частями. Во время боёв за Варшаву дивизия находилась на отдыхе и, хотя ещё продолжались бои между Вислой и Бугом, готовилась к отправке домой.
Потери дивизии в Польской кампании составили: убитыми — 224 человека (из них 22 офицера), ранеными — 575 (35), пропавшими без вести — 81; было также потеряно несколько танков. Большинство потерь пришлось на время боёв под Варшавой.

### Французская кампания
18 октября 1939 года 1-я лёгкая дивизия была преобразована в 6-ю танковую, при этом за ней был окончательно закреплён 11-й танковый полк, а 6-я танковая бригада как оперативно-тактическое соединение была упразднена.
В конце января 1940 дивизия была передислоцирована в район западнее Бонна, месяц спустя в Вестерфальд, где на реке Лан начались учения по форсированию Мааса. С конца апреля и до начала вторжения во Францию она находилась в районе Майена.
В составе XLI-го корпуса Рейнхардта, вместе с корпусами Гота и Гудериана, 6-я танковая дивизия прорвала линию Мажино вблизи Монтерме, и преодолев Арденны, 15 мая форсировала Маас. Вечером того же дня был взят Монкорне в 65 км западнее реки. Образовав авангард сил корпуса, 16 мая дивизия форсировала реку Уаза, а 19 мая — Северный канал. В ходе наступления была разгромлена французская 2-я бронетанковая дивизия. 20 мая в районе Дуллана произошёл бой с британской 36-й бригадой, после чего город был обойдён и дивизия двинулась к побережью, выйдя 23 мая к Касселю.

### Восточный фронт
В июне 1941 года 6 танковая дивизия участвовала во вторжении в Советский Союз в составе 41-го моторизованного корпуса 4-й танковой группы группы армий «Север».
В Прибалтийской стратегической оборонительной операции именно 6 дивизия участвовала в бою под Расейняем, где взаимодействие между её боевыми группами в течение двух суток нарушал один неисправный советский КВ-1, пока основные силы вели бой против 2-й танковой дивизии 3-го механизированного корпуса генерал-майора Е.Н. Солянкина.
| № части                | Pz I (pio) | Pz II | Pz 35(t) | Pz IV | PzBefWg 35(t) | PzBefWg III | Всего |
| ---------------------- | ---------- | ----- | -------- | ----- | ------------- | ----------- | ----- |
| 11-й танковый полк     |            | 47    | 155*     | 30    | 5*            | 8           | 245   |
| 57-й сапёрный батальон | 11         |       |          |       |               |             | 11    |
| Всего                  | 11         | 47    | 155      | 30    | 5             | 8           | 256   |

*По другим данным 149 линейных танков и 11 командирских, из которых 6 вскоре были переделаны (или переведены) в линейные.
Дивизия прорвала Лужский оборонительный рубеж, вышла к Ленинграду и участвовала в блокаде этого города. Приданная 56-му танковому корпусу (3-я танковая группа, группа армий «Центр») в октябре 1941 года, переброшена под Москву и понесла тяжёлые потери во время контрнаступления советских войск зимой 1941/42 годов.

Вечером 8 декабря штаб группы фон Бока констатировал очередное вклинение советских частей на участке 95-й пехотной дивизии в районе Юркий и 6-й танковой дивизии в районе Федоровка.— 
Из-за потерь дивизия, которая оставалась в центральном секторе Восточного фронта с 1941 по начало 1942 года, была выведена во Францию.

### Доукомплектование во Франции
В мае 1942 года 6 танковая дивизия проходила реорганизацию в Кетквидане, затем под Парижем, её укомплектовали танками Pz. IV, которые сменили старые трофейные чехословацкие лёгкие танки Pz. 35 (t).

### Восточный фронт 2
В конце октября 1942 года дивизия в составе 160 танков Pz. IV и 42 штурмовых орудий, вернулась на Восточный фронт. Её срочно направили в южный сектор фронта для участия в операции по освобождению 6-й армии, которая попала в окружение в Сталинграде (операция «Зимняя буря»). Совместно с 17-й и 23-й танковыми дивизиями, которые составили 57-й танковый корпус (группа армий «Дон»), ей удалось прорваться в направлении Сталинграда, но она была остановлена на реке Мышкова в 48 км от окружённой группировки. Затем дивизия была переброшена для отражения советского наступления на аэродром возле станицы Тацинская.
После отступления под давлением советских войск в начале 1943 года, дивизия участвовала в сражениях под Курском, как часть 3-го танкового корпуса (группа войск «Кемпф» под командованием генерала Вернера Кемпфа). В дальнейшем она была задействована на Днепре и Северной Украине. После этого её отвели с фронта для переукомплектования. Дивизию срочно направили на Восточный фронт, когда советские войска окружали 4-ю и 9-ю армии (лето 1944 года). После этого она отправилась в Венгрию, где участвовала в боях в районе Будапешта. Присоединённая к 2-му танковому корпусу СС (6-я танковая армия СС, группа армий «Юг») в апреле 1945 года, она была взята в плен Красной армией неподалёку от Брно в Моравии.

## Командиры
- генерал-лейтенант Эрих Гёпнер (1 октября 1938 — 23 ноября 1938)
- генерал-майор Фридрих Вильгельм фон Лёпер (24 ноября 1938 — 9 октября 1939)
- генерал-лейтенант Вернер Кемпф (10 октября 1939 — 5 января 1941)
- генерал-майор Франц Ландграф (6 января 1941 — 25 ноября 1941)
- генерал-лейтенант Эрхард Раус (26 ноября 1941 — 6 февраля 1943)
- генерал-лейтенант Вальтер фон Хюнерсдорфф (7 февраля 1943 — 13 июля 1943)
- полковник Вильгельм Крисолли (25 июля 1943 — 21 августа 1943)
- генерал-майор Рудольф фон Вальденфельс (22 августа 1943 — 7 февраля 1944)
- полковник Вернер Маркс (8 февраля 1944 — 20 февраля 1944)
- генерал-майор Рудольф фон Вальденфельс (21 февраля 1944 — 12 марта 1944)
- полковник Вальтер Денкерт (13 марта 1944 — 24 марта 1944)
- генерал-майор Рудольф фон Вальденфельс (25 марта 1944 — 22 ноября 1944)
- подполковник Фридрих-Вильгельм Юргенс (23 ноября 1944 — 19 января 1945)
- генерал-лейтенант Рудольф фон Вальденфельс (20 января 1945 — 8 мая 1945)

## Организация
| 1940 год - 11-й танковый полк (Panzer-Regiment 11) - 65-й танковый батальон (Panzer-Abteilung 65) - 6-я стрелковая бригада - 4-й стрелковый полк (Schützen-Regiment 4) - 6-й мотоциклетный батальон (Kradschützen-Bataillon 6) - 76-й артиллерийский полк (Artillerie-Regiment 76) - 41-й противотанковый батальон - 57-й разведывательный батальон (Aufklärungs-Abteilung 57) - 57-й сапёрный батальон (Pionier-Bataillon 57) - 82-й батальон связи (Nachrichten-Abteilung 82) - 57-й батальон снабжения (Versorgungstruppen 57) | 1943 год - 11-й танковый полк (Panzer-Regiment 11) - 4-й механизированный полк (Panzergrenadier-Regiment 4) - 114-й механизированный полк (Panzergrenadier-Regiment 114) - 76-й артиллерийский полк (Panzer-Artillerie-Regiment 76) - 298-й дивизион ПВО (Heeres-Flak-Artillerie-Abteilung 298) - 6-й разведывательный батальон (Panzer-Aufklärungs-Abteilung 6) - 41-й противотанковый дивизион (Panzerjäger-Abteilung 41) - 57-й сапёрный батальон (Panzer-Pionier-Bataillon 57) - 82-й батальон связи (Panzer-Nachrichten-Abteilung 82) - 57-й батальон снабжения (Panzer-Versorgungstruppen 57) - 76-й полевой запасной батальон |

## Награждённые Рыцарским крестом Железного креста

### Рыцарский крест Железного креста (45)
- Вернер Кемпф, 03.06.1940 — генерал-лейтенант, командир 6-й танковой дивизии
- Иоганн фон Равенштейн, 03.06.1940 — полковник, командир 4-го стрелкового полка
- Эрих Ёкель, 24.06.1940 — обер-лейтенант, командир 5-й роты 4-го стрелкового полка
- Ганс-Карл фрайхерр фон Эзебек, 04.07.1940 — полковник, командир 6-й стрелковой бригады
- Ганс-Гюнтер Бетке, 04.09.1940 — обер-лейтенант, командир 5-й роты 11-го танкового полка
- Эрих фон Зекендорф, 04.09.1940 — оберстлейтенант, командир 6-го мотоциклетного батальона
- Эрих Лёве, 04.09.1940 — капитан, командир 3-й роты 65-го танкового батальона
- Бернхард Клут, 28.11.1940 — фельдфебель, командир взвода 12-й роты 4-го стрелкового полка
- Герман Данцер, 21.12.1940 — лейтенант, командир взвода 2-й роты 57-го сапёрного батальона
- Рихард Колль, 15.07.1941 — полковник, командир 11-го танкового полка
- Ганс Штерн, 15.07.1941 — капитан, командир 3-й роты 11-го танкового полка
- Теодор Популо, 27.07.1941 — лейтенант резерва, командир 7-й роты 4-го стрелкового полка
- Рудольф фрайхерр фон Вальденфельс, 11.10.1941 — полковник, командир 4-го стрелкового полка
- Эрхард Раус, 11.10.1941 — полковник, командир 6-й стрелковой бригады
- Франц Миллониг, 18.10.1941 — обер-лейтенант, командир 1-й роты 57-го сапёрного батальона
- Карл Хирш, 18.10.1941 — фельдфебель, командир взвода 3-й роты 4-го стрелкового полка
- Алоиз Цмугг, 18.10.1941 — унтер-офицер 3-й роты 114-го стрелкового полка
- Генрих Мондабон, 04.12.1941 — обер-лейтенант, командир роты 2-го батальона 114-го стрелкового полка
- Вальтер фон Хюнерсдорфф, 22.12.1942 — полковник, командир 11-го танкового полка
- Франц Беке, 11.01.1943 — майор резерва, командир 2-го батальона 11-го танкового полка
- Хайнц Вагнер, 24.01.1943 — лейтенант резерва, командир взвода 6-го мотоциклетного батальона
- Ханнс-Иоахим Виссеманн, 08.02.1943 — капитан, командир 2-й роты 6-го мотоциклетного батальона
- Фридрих Квентин, 08.02.1943 — майор, командир 6-го мотоциклетного батальона
- Вильгельм Клёппинг, 15.05.1943 — обер-ефрейтор, пулемётчик 5-й роты 4-го моторизованного полка
- Константин Рогалла фон Биберштайн, 24.07.1943 — майор, командир 114-го моторизованного полка
- Густав Раймар, 28.07.1943 — капитан, командир 6-й роты 4-го моторизованного полка
- Бернхард Микус, 26.08.1943 — лейтенант резерва, командир 1-й роты 114-го моторизованного полка
- Гюнтер Хазенбек, 26.08.1943 — обер-лейтенант, командир роты 6-го разведывательного батальона
- Фриц Бирманн, 31.08.1943 — обер-лейтенант, командир 3-й роты 6-го разведывательного батальона
- Мартин Унрайн, 10.09.1943 — полковник, командир 4-го моторизованного полка
- Эрих Цернин, 13.09.1943 — обер-лейтенант, командир 5-й роты 11-го танкового полка
- Ганс Бурбах, 18.11.1943 — унтер-офицер, командир орудия 2-й роты 41-го противотанкового артиллерийского дивизиона
- Людвиг Блоос, 06.04.1944 — обер-фельдфебель, командир взвода 8-й роты 11-го танкового полка
- Хубертус Дрольсхаге, 06.04.1944 — лейтенант резерва, командир взвода 41-го противотанкового артиллерийского дивизиона
- Вилли Лангеноль, 30.04.1945 — лейтенант, командир 3-й роты 57-го сапёрного батальона
- Пауль Шталь, 04.05.1944 — майор резерва, командующий 114-м моторизованным полком
- Герхард Моорманн, 14.05.1944 — обер-ефрейтор, командир отделения 6-й роты 4-го моторизованного полка
- Франц Рихтер, 14.05.1944 — ефрейтор, пулемётчик 1-й роты 114-го моторизованного полка
- Игнац граф фон унд цу Хёнсбрёх, 04.06.1944 — капитан, командир 2-го батальона 4-го моторизованного полка
- Вильгельм Шюттен, 04.06.1944 — обер-фельдфебель, командир взвода 3-й роты 4-го моторизованного полка
- Макс Гризер, 14.08.1944 — лейтенант, командир 2-й роты 114-го моторизованного полка
- Хуго Виземанн, 21.09.1944 — унтер-офицер, наводчик 1-й роты 11-го танкового полка
- Генрих Хюльс, 21.09.1944 — оберарцт резерва (обер-лейтенант медицинской службы), врач-ассистент 2-го батальона 11-го танкового полка
- Отто Битторф, 18.11.1944 — лейтенант, командир 5-й роты 4-го моторизованного полка
- Феликс Крюгер, 09.12.1944 — обер-фельдфебель, командир разведывательного патруля штабной роты 6-го разведывательного батальона

### Рыцарский крест Железного креста с Дубовыми листьями (5)
- Вальтер фон Хюнерсдорфф (№ 259), 14.07.1943 — генерал-майор, командир 6-й танковой дивизии
- Франц Беке (№ 262), 01.08.1943 — майор резерва, командир 2-го батальона 11-го танкового полка
- Рудольф фрайхерр фон Вальденфельс (№ 476), 14.05.1944 — генерал-майор, командир 6-й танковой дивизии
- Густав Раймар (№ 582), 10.09.1944 — капитан, командир 76-го полевого запасного батальона
- Пауль Шталь (№ 879), 09.05.1945 — оберстлейтенант резерва, командир 114-го моторизованного полка